# جاستن براون (لاعب كرة قدم أمريكية أمريكي)
جاستن براون (بالإنجليزية: Justin Brown)‏ هو لاعب كرة قدم أمريكية أمريكي، ولد في 16 أبريل 1982 في فليتشر في الولايات المتحدة.